# علم الأدوية
عِلْمُ الْأَدْوِيَة هو علم دراسة المركبات الكيميائية ذات التأثير العلاجي، وطريقة تفاعل المركبات الدوائية مع الأجسام الحية لإنتاج التأثير العلاجي عن طريق الاتحاد بالمستقبلات البروتينية أو تثبيط انزيمات معينة ضمن الجسم.
ويهتم علم الدواء أيضًا بدراسة الخصائص التركيبية للعقاقير، وكيفية تصميم الأدوية وتصنيعها، والتقنيات الدوائية الجزيئية /الخلوية/ العضوية، والعقاقير التشخيصية، والتعارضات الدوائية، ودراسة السموم، والخصائص العلاجية والتطبيقات الطبية والمضاعفات والآثار الجانبية للعقاقير الطبية.
وهناك فرعين أساسيين لعلم الأدوية: الأول علم الحركيات الدوائية (بالإنجليزية: Pharmacokinetics)‏ وهو العلم المختص بدراسة تأثيرات الجسم أو الجهاز الحيوي على الدواء (الامتصاص، والتوزيع، والأيض، والإخراج)
وعلم الديناميكية الدوائية (بالإنجليزية: Pharmacodynamics)‏ وهو العلم المختص بدراسة تأثيرات الدواء على الجسم أو الجهاز الحيوي من خلال الارتباط بالمستقبلات الحيوية.
| علم الأدوية هو دراسة الأدوية بما في ذلك أصلها وتكوينها ودراسة الحركيات الدوائية والديناميكية الدوائية، والاستخدام العلاجي، وعلم السموم. |
| —تعريف الاتحاد الدولي للكيمياء البحتة والتطبيقية IUPAC                                                                                  |

وعلم الأدوية ليس مرادفًا لتخصص الصيدلة المهني على الرغم من الخلط الكبير الذي يحدث أثناء الحديث عن أحد المصطلحين. فعلم الأدوية هو تخصص حيوي طبي يتناول البحث والاكتشاف والتوصيف للعقاقير التي تعطي تأثيرات حيوية، وتوضيح الوظائف الخلوية والعضوية لهذه العقاقير.
وفي المقابل فإن الصيدلة هي تخصص مهني يعتمد على التعامل المباشر مع المريض. ويركز بشكل كبير على تطبيق المبادىء المستفادة من علم الأدوية في حالة الرعاية الصحية. أما علم الأدوية هو تخصص علمي يهتم بمجال البحوث العلمية وتطوير الدواء.
وعلم العقاقير هو فرع من علم الصيدلة ويتضمن كيفية استخلاص العقار أي المركب الكيميائي من بين مجموعة مواد كيميائية أخرى ضارة أو نافعة من الأعشاب والنباتات الموجودة في مختلف المناطق.

## التقسيمات
- الصيدلة السريرية Clinical pharmacology

ويعتمد على التطبيقات السريرية لعلم الأدوية بهدف الحصول على أفضل خطة علاجية ممكنة
- علم الأدوية العصبية Neuropharmacology

ويهتم بتأثيرات العقاقير على وظائف الجهاز العصبي المركزي والجهاز العصبي الطرفي.
- الصيدلة النفسية Psychopharmacology

تأثيرات العقاقير على الحالة النفسية والذهنية للشخص، ومراقبة التغيرات الناتجة عنها في الوظائف الحيوية والذهنية.
- علم الصيدلة الجينومي

تطبيقات التقنيات الجينومية الوراثية لاكتشاف المزيد من الأدوية الجديدة ذات الفائدة القصوى للمريض اعتمادًا على خصائصه الجينية، وتطبيقها أيضًا على الأدوية القديمة لتحسين فاعليتها.
- علم الصيدلة الجيني

علم مشتق من علم الصيدلة الجينومي، دراسة الأدوية في المختبرات لقياس الاختلاف الجيني الوراثي للشخص وتأثيره على تغير استجابة المريض الحيوية للعقاقير. ويخلط البعض بينه وبين علم الصيدلة الجينومي، على الرغم من الفرق الذي يتلخص في أنه يركز على تأثيرات العمليات الأيضية في الجسم (والمتأثرة بالعامل الوراثي) على فاعلية الدواء وآثاره الجانبية.
- وبائيات الدواء (Pharmacoepidemiology)

دراسة تأثيرات الأدوية في حالات انتشار الأوبئة وعلى عدد كبير من البشر
- علم السموم

دراسة التأثيرات السمية لجميع العقاقير والأدوية بما في ذلك آثارها غير المرغوبة خلال الجرعات العلاجية.
- علم الأدوية النظري Theoretical pharmacology

دراسة الصيغ الرياضية والقياسية لعلم الأدوية
- علم الجرعات Posology

دراسة جرعات الأدوية وكيفية تحديدها وتطويرها اعتمادًا على الجنس والعمر والوزن والبيئة والعامل الوراثي
- علم العقاقير

تفرع من علم الدواء. يهتم بدارسة التركيب الكيميائي للعقاقير المستخلصة من الكائنات الحية بشكل عام ومن النباتات بشكل خاص. ويدرس أيضًا استخداماتها العلاجية وخصائصها السمية.

## الأصناف الرئيسية للأدوية
- أدوية الجهاز الهضمي
- مضادات الحموضة
- مضادات الدوبامين
- مثبطات مضخة البروتون
- مثبطات مستقبل الهستامين 2
- مماثلات البروستاغلاندين
- الواقيات الخلوية
- الملينات
- مضادات التشنج
- مضادات الإسهال
- مفرزات العصارة الصفراء
- المسكنات المركزية
- أدوية الجهاز القلبي الوعائي
- حاصرات المستقبل بيتا
- حاصرات قنوات الكالسيوم
- المدرات
- الغليكوزيدات القلبية
- مضادات اللانظميات
- مركبات النترات
- مضادات الذبحة الصدرية
- المقبضات الوعائية
- المرخيات الوعائية
- مثبطات الانزيم المحول للأنغيوتنسين
- حاصرات مستقبل الأنغيوتنسين
- حاصرات ألفا
- مضادات التخثر الهيبارين
- مضادات الصفيحات
- محللات الفيبرين
- مخفضات الدسم
- الستاتينات
- أدوية الجهاز العصبي المركزي
- المنومات
- المخدرات
- مضادات الذهان
- مضادات الإقياء
- مضادات الصرع (الاختلاجات)
- المنبهات
- الباربيتوريات
- البنزوديازبين
- مضادات الدوبامين
- مضادات الهستامين
- مشابهات الكولين
- مضادات الكولين
- مضادات السيروتونين
- الكانابينودات
- الأفيونات.
- الأدوية المخدرة
- المسكنات (المسكنات غير الستيروئيدية - الأفيونات )
- المخدرات الموضعية
- المخدرات العامة
- المنومات (المثبطات)
- أدوية الصداع النصفي (الشقيقة)
- أدوية الجهاز العضلي الهيكلي
- أدوية العين
- مضادات جرثومية
- مضادات الالتهاب
- مضادات الزرق
- مضادات الحساسية
- أدوية الأنف والأذن والحنجرة
- أدوية الجهاز التنفسي
- الموسعات القصبية
- مضادات السعال الحالات المخاطية
- حاصرات بيتا
- مضادات الكولين
- الستيروئيدات
- أدوية الغدد الصم
- أندروجينات
- مضادات الأندروجين
- الكورتيزونات
- هرمونات النمو
- الأنسولين
- مضادات السكري
- الهرمونات الدرقية
- ادوية مضادات الدرق
- مماثلات الفازوبريسين
- أدوية الجهاز البولي
- أدوية الجهاز التناسلي
- مانعات الحمل
- المضادات الفطرية
- مضادات الانتانات المهبلية
- المقويات الجنسية
- الأدوية الجلدية
- الأدوية المضادة للأحياء الممرضة
- المضادات الحيوية
- المضادات الفيروسية
- المضادات الفطرية
- أدوية المناعة
- أدوية الاضطرابات التحسسية
- أدوية الاضطرابات الورمية

## اقرأ أيضاً
- صيدلة
- طب
- قوائم الأمراض
- طرق إعطاء الدواء
- علم الصيدلة الحيوية
- كلفينية فارماكولوجية
- الاتحاد الدولي للصيدلة الأساسية والسريرية